# Onthophagus onorei
Onthophagus onorei är en skalbaggsart som beskrevs av Mario Zunino och Halffter 1997. Onthophagus onorei ingår i släktet Onthophagus och familjen bladhorningar. Inga underarter finns listade i Catalogue of Life.